# زغبية
الفصيلة الزغبية الزُغبَات. والمفرد الزُغبَة (الاسم العلمي: Gliridae) هي فصيلة من الثدييات تتبع رتبة القوارض من طائفة الثدييات .والزغبة حيوان صغير ينتمي للقوارض ويشبه السنجاب يبلغ طوله من 6 إلى 7 سنتيمترات، ويعيش في قارات العالم القديم أوروبا وأفريقيا وآسيا، ويتواجد بكثرة في غابات اليابان، وتعرف بطول مدة البيات الشتوي.

## أسر
- أزغاب (الاسم العلمي: Glirinae)
- أزغاب أفريقية (الاسم العلمي: Graphiurinae)
- أزغاب عملاقة (الاسم العلمي: Leithiinae)

## قبائل
- زغباوية عملاقة (الاسم العلمي: Leithiini)

## أجناس
- زغبة شائعة (الاسم العلمي: Muscardinus)
- زغبة سمينة (الاسم العلمي: Glis)
- زغبة الحدائق (الاسم العلمي: Eliomys)
- زغبة أفريقية (الاسم العلمي: Graphiurus)
- زغبة صينية (الاسم العلمي: Chaetocauda)
- زغبة حرجية (الاسم العلمي: Dryomys)
- زغبة فأرية الذيل (الاسم العلمي: Myomimus)
- زغبة صحراوية (الاسم العلمي: Selevinia)
- زغبة يابانية (الاسم العلمي: Glirulus)
- الزغبة العملاقة (الاسم العلمي: †Leithia)